# Anolis bartschi
Anolis bartschi es una especie de lagarto anoles perteneciente a la familia Polychrotidae.

## Distribución
Es endémico de la región de Pinar del Río (Cuba).